# ASIS International
ASIS International är en ideell organisation för säkerhetschefer och andra ledare inom säkerhet. Organisationen har sitt huvudkontor i Alexandria i Virginia i USA. ASIS tillser att ledning av säkerhet utgör en erkänd profession gentemot branschen, media, myndigheter och allmänheten. Organisationen har cirka 37 000 medlemmar i 200 olika avdelningar runt om i hela världen, varav ungefär 400 medlemmar i Sverige. ASIS utvecklar utbildningsprogram och utbildningsmaterial inom säkerhetsområdet och anordnar utbildningsprogram för säkerhetschefer och andra ledare inom säkerhetsområdet. Dessa program innefattar nationella och internationella konferenser, webcasts och personcertifieringar. 
ASIS International bildades 1955 under namnet American Society for Industrial Security. Senare etablerades verksamhet i Europa 1959, en nordisk avdelning bildades 1988 och ASIS svenska avdelning, chapter 197 Sweden, bildades den 19 juni 1990. ASIS finns representerade i tankesmedjan Säkerhet för Näringsliv och Samhälle (SNOS).

## Certified Protection Professional
Certified Protection Professional (CPP) är en personcertifiering för säkerhetschefer med omfattande kunskap och erfarenhet av säkerhetsledning. Certifieringen instiftades 1977 och kraven för certifieringen är fastställt av ASIS International.
Certifiering kontrollerar erfarenhet, kunskap och fortbildning över flera viktiga områden på en ledningsnivå.
Varje år uppdateras referenslitteraturen och vart femte år genomgår certifieringen en större revision för att uppdatera kravspecifikationen. Certifieringen måste förnyas vart tredje år och är ackrediterad av American National Standards Institute (ANSI) enligt ISO 17024. 
ASIS Internationals certifieringsprogram var det första i världen att erhålla SAFETY Act erkännandet av USA:s departement för inrikes säkerhet.